# توماس وولنر
توماس وولنر (17 ديسمبر 1825 - 7 أكتوبر 1892) نحات وشاعر انجليزي وأحد الأعضاء المؤسسين لجماعة ما قبل الرفائيلية. كان النحات الوحيد بين الأعضاء المؤسسين.